# Jean Louis Martin Castagne
Jean Louis Martin Castagne ( * 1785 - 1858 ) fue un botánico francés. En 1814 está en Constantinopla por asuntos familiares, mas recopila numerosos documentos sobre la flora de los alrededores de Constantinopla. En 1833, se instala en Montaud, Miramas, donde muere en 1858. Aunque su obra fue en parte olvidada, el aporte de Castagne fue considerable en el conocimiento de la flora. Preparó los primeros catálogos sobre Marsella (1845) y de Bouches-du-Rhône (1862).

## Algunas publicaciones
- 1842. Observations sur quelques Plantes Acotylédonées ... recueillies dans le département des Bouches-du-Rhône. 2 Pt.
- 1843. Observations sur quelques plantes acotylédonées, de la famille des Urédinées : et dans les sous-tribus des Némasporées et des Aecidinées recueillies dans le département des Bouches-du-Rhône. Ed. Marseille : Impr. d'Achard
- 1845.  Catalogue des Plantes qui Croissent Naturellement aux Environs de Marseille. 263 pp.

- La abreviatura «Castagne» se emplea para indicar a Jean Louis Martin Castagne como autoridad en la descripción y clasificación científica de los vegetales.[1]